# Koralówka zielonawa
Koralówka zielonawa (Phaeoclavulina abietina (Pers.) Giachini) – gatunek grzybów z rodziny siatkoblaszkowatych (Gomphaceae). Jego charakterystyczną cechą jest zielone zabarwienie, która rozwija się w odpowiedzi na uraz owocnika.

## Taksonomia
Pozycja w klasyfikacji: Phaeoclavulina, Gomphaceae, Gomphales, Phallomycetidae, Agaricomycetes, Agaricomycotina, Basidiomycota, Fungi (według Index Fungorum).
Gatunek pierwotnie opisany został jako Clavaria abietina przez Christiana Hendrika Persoona w 1794 roku. Do rodzaju Ramaria (w podrodzaju Echinoramaria) przeniesiony został przez Luciena Quéleta w 1888 r. W nowszej rewizji systematycznej tego rodzaju proponowany jest do przeniesienia pod nazwę Phaeoclavulina abietina (Pers.) Giachini (2011).
Ma 12 synonimów. Niektóre z nich:
- Clavaria virescens Gramberg 1921
- Ramaria ochraceovirens (Jungh.) Donk 1933
- Ramaria virescens (Gramberg) Henning 1927[4].

Stanisław Chełchowski w 1898 r. nadał mu polską nazwę goździeniec jodłowy, Franciszek Błoński w 1890 r. goździeńczyk sosnowy, a Władysław Wojewoda w 1999 r. zarekomendował nazwę koralówka zielonawa. Wszystkie polskie nazwy są niespójne z aktualną nazwą naukową.

## Morfologia
Owocnik
Grzyb klawarioidalny. Owocniki skórzaste i kruche po wyschnięciu. Są małe, mierzą 2–5 cm wysokości i 1–3 cm szerokości i rozgałęziają się od centralnego trzonu do pięciu razy. Smukłe gałęzie są lekko spłaszczone lub rozłożyste, a u góry rozwidlone lub czubate. Trzon grzyba jest krótki i ma u podstawy strzępki grzybni, przyczepione do ryzomorfów rozgałęziających się w podłożu.
Miąższ
Kolor miąższu owocnika jest od średniożółtozielonego do jasnooliwkowego, ale ciemnieje od oliwkowozielonego do ciemnooliwkowego. Zapach tkanki grzyba waha się od niewyraźnego do ziemistego i smakuje początkowo słodko, potem nieco gorzko. Grzyb niejadalny.
Wysyp zarodników
Wysyp zarodników jest ciemnopomarańczowo-żółty. Zarodniki mają kształt czubaty do szeroko eliptycznego, z jednym skośnym końcem; ich wymiary to 6–9 na 3,5–4,5  μm. Podstawki grzyba (komórki zawierające zarodniki) są zwykle czterozarodnikowe, z zarodnikami przyczepionymi przez sterygmaty do 7 μm długości.

## Występowanie i siedlisko
W Ameryce Północnej występuje na Wybrzeżu Północno-Zachodnim USA i w Meksyku. Występuje również w Europie, w tym w Polsce. W. Wojewoda w 2003 r. przytoczył liczne stanowiska, w późniejszych latach podano następne, a najbardziej aktualne podaje internetowy atlas grzybów. Znajduje się w nim na liście gatunków zagrożonych, wartych objęcia ochroną.
Grzyb naziemny, mykoryzowy. Owocniki rosną porozrzucane lub w grupach (czasem w rzędach) na ziemi w ściółce borów iglastych.